# ان‌جی‌سی ۵۵۷۵
ان‌جی‌سی ۵۵۷۵ (انگلیسی: NGC 5575) یا ان‌جی‌سی ۵۵۷۸ یک کهکشان عدسی شکل در صورت فلکی دوشیزه است. این کهکشان در ۸ مه ۱۸۶۴ توسط ستاره شناس آلمانی آلبرت مارت کشف شد.